# IC 5020
IC 5020 est une galaxie spirale située dans la constellation du Microscope. Sa vitesse par rapport au fond diffus cosmologique est de 2 876 ± 16 km/s, ce qui correspond à une distance de Hubble de 42,4 ± 3,0 Mpc (∼138 millions d'al). Cette galaxie a été découverte par l'astronome américain Lewis Swift en 1897
La classe de luminosité d'IC 5020 est II-III et elle présente une large raie HI. Elle renferme peut-être des régions d'hydrogène ionisé.
En raison d'une brillance de surface égale à 14,21 mag/am2, on peut qualifier IC 5020 de galaxie à faible brillance de surface (LSB en anglais pour low surface brightness). Les galaxies LSB sont des galaxies diffuses (D) avec une brillance de surface inférieure de moins d'une magnitude à celle du ciel nocturne ambiant.
À ce jour, six mesures non basées sur le décalage vers le rouge (redshift) donnent une distance de 38,217 ± 1,320 Mpc (∼125 millions d'al), ce qui est à l'intérieur des valeurs de la distance de Hubble. Notons cependant que c'est avec la valeur moyenne des mesures indépendantes, lorsqu'elles existent, que la base de données NASA/IPAC calcule le diamètre d'une galaxie et qu'en conséquence le diamètre d'IC 5020 pourrait être d'environ 48,2 kpc (∼157 000 al) si on utilisait la distance de Hubble pour le calculer.

## Groupe de NGC 6925
Selon A. M. Garcia, IC 5020 fait partie du groupe de NGC 6925. Ce groupe de galaxies comptent au moins quatre membres. Les trois autres galaxies sont NGC 6923, NGC 6925 et ESO 462-31.